# 川口市立朝日西小学校
川口市立朝日西小学校（かわぐちしりつ あさひにししょうがっこう）は、埼玉県川口市朝日にある公立小学校。

## 沿革
- 1975年4月1日 - 川口市立朝日西小学校として開校
- 1975年8月11日 - 新校舎が完成
- 1975年10月15日 - 校章、校歌制定[1]

## 教育目標
- 考える子
- 進んでできる子
- 心豊かな子
- たくましい子[2]

## 通学区域
- 朝日3丁目 - 全域
- 朝日4丁目 - 全域[3]